# Sphegina campanulata

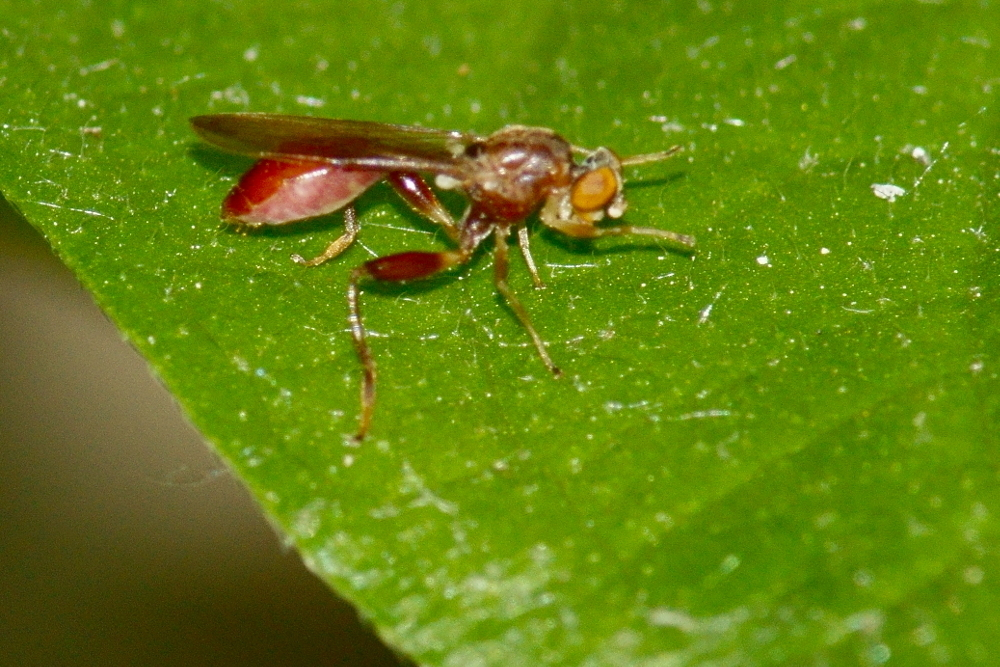
Sphegina campanulata

Sphegina campanulata är en tvåvingeart som beskrevs av Robertson 1901. Sphegina campanulata ingår i släktet midjeblomflugor, och familjen blomflugor. Inga underarter finns listade i Catalogue of Life.